# Vườn quốc gia Pallas-Yllästunturi
Vườn quốc gia Pallas-Yllästunturi (tiếng Phần Lan: Pallas-Yllästunturin kansallispuisto) là vườn quốc gia lớn thứ 3 ở Phần Lan, tọa lạc ở tỉnh Lapland. Vườn quốc gia này được chính thức thành lập năm 2005, khi Vườn quốc gia Pallas-Ounastunturi và khu bảo tồn Ylläs-Aakenus được hợp nhất. Tổng diện tích vườn quốc gia này là 1020 km2. Phần lớn diện tích là rừng nguyên sinh với nhiều loại muskeg.